# La Balme-de-Thuy
La Balme-de-Thuy ist eine französische Gemeinde im Département Haute-Savoie in der Region Auvergne-Rhône-Alpes.

## Geographie
La Balme-de-Thuy liegt auf 620 m, westlich von Thônes, etwa zwölf Kilometer östlich der Stadt Annecy (Luftlinie). Das Bauerndorf erstreckt sich am nördlichen Rand der Talniederung des Fier, in den Bornes-Alpen am Fuß der markanten Felsgipfel von Tête à Turpin und Tête Ronde.
Die Fläche des 17,79 km² großen Gemeindegebiets, das sich als schmaler Streifen in Südwest-Nordost-Richtung ausdehnt, umfasst einen Abschnitt der Bornes-Alpen. Das Gebiet wird von Osten nach Westen vom Fier in einem tief in die Ketten der Bornes-Alpen eingeschnittenen Tal durchflossen, wobei der flache Talboden fast einen Kilometer breit und von Kiesablagerungen des Flusses angefüllt ist. Nach Süden reicht das Gemeindeareal auf die Dent du Cruet (1833 m) und auf die Bergweiden von Larrieux (bis 1850 m), die zum Massiv der Tournette gehören. 
Nördlich des Fier-Tals erheben sich die Kalkfelsen von Tête à Turpin (1541 m), Mont Teret, Tête Ronde (1863 m) und Arpette de Thuy. Im äußersten Norden erstreckt sich der Gemeindeboden auf ein verkarstetes Hochplateau (im Bereich des Plateau des Glières) und bis auf die Pointe de la Québlette, auf der mit 1915 m die höchste Erhebung von La Balme-de-Thuy erreicht wird.
Zu La Balme-de-Thuy gehören auch der Weiler Charvex (610 m) im Tal des Fier sowie verschiedene Einzelhöfe. Nachbargemeinden von La Balme-de-Thuy sind Thorens-Glières im Norden, Glières-Val-de-Borne und Thônes im Osten sowie Alex und Dingy-Saint-Clair im Westen.

## Geschichte
Ausgrabungen haben ergeben, dass das Gebiet von La Balme-de-Thuy im Bereich der Felshöhle La Vieille-Eglise bereits in der Zeit von etwa 8000 vor Christus besiedelt war. Der Ortsname wird auf das spätlateinische balma (Höhle, Grotte, Abri) zurückgeführt.

## Bevölkerung
| Jahr                       | 1962 | 1968 | 1975 | 1982 | 1990 | 1999 | 2010 | 2020 |
| Einwohner                  | 181  | 183  | 190  | 265  | 304  | 327  | 401  | 451  |
| Quellen: Cassini und INSEE |      |      |      |      |      |      |      |      |

Mit 457 Einwohnern (Stand 1. Januar 2022) gehört La Balme-de-Thuy zu den kleinen Gemeinden des Départements Haute-Savoie. Im Verlauf des 19. und 20. Jahrhunderts nahm die Einwohnerzahl aufgrund starker Abwanderung kontinuierlich ab (1861 wurden in La Balme-de-Thuy noch 319 Einwohner gezählt). Seit Mitte der 1970er Jahre wurde jedoch wieder eine deutliche Bevölkerungszunahme verzeichnet.

## Sehenswürdigkeiten
Die Dorfkirche von La Balme-de-Thuy stammt aus dem 19. Jahrhundert. Auf dem Hochplateau nördlich des Dorfes steht die Kapelle Notre-Dame-des-Neiges, die 1949 wieder aufgebaut wurde. Eine weitere Kapelle gibt es im Weiler Charvex. Von den profanen Bauwerken ist das Schloss zu erwähnen, das 1803 wieder aufgebaut wurde.

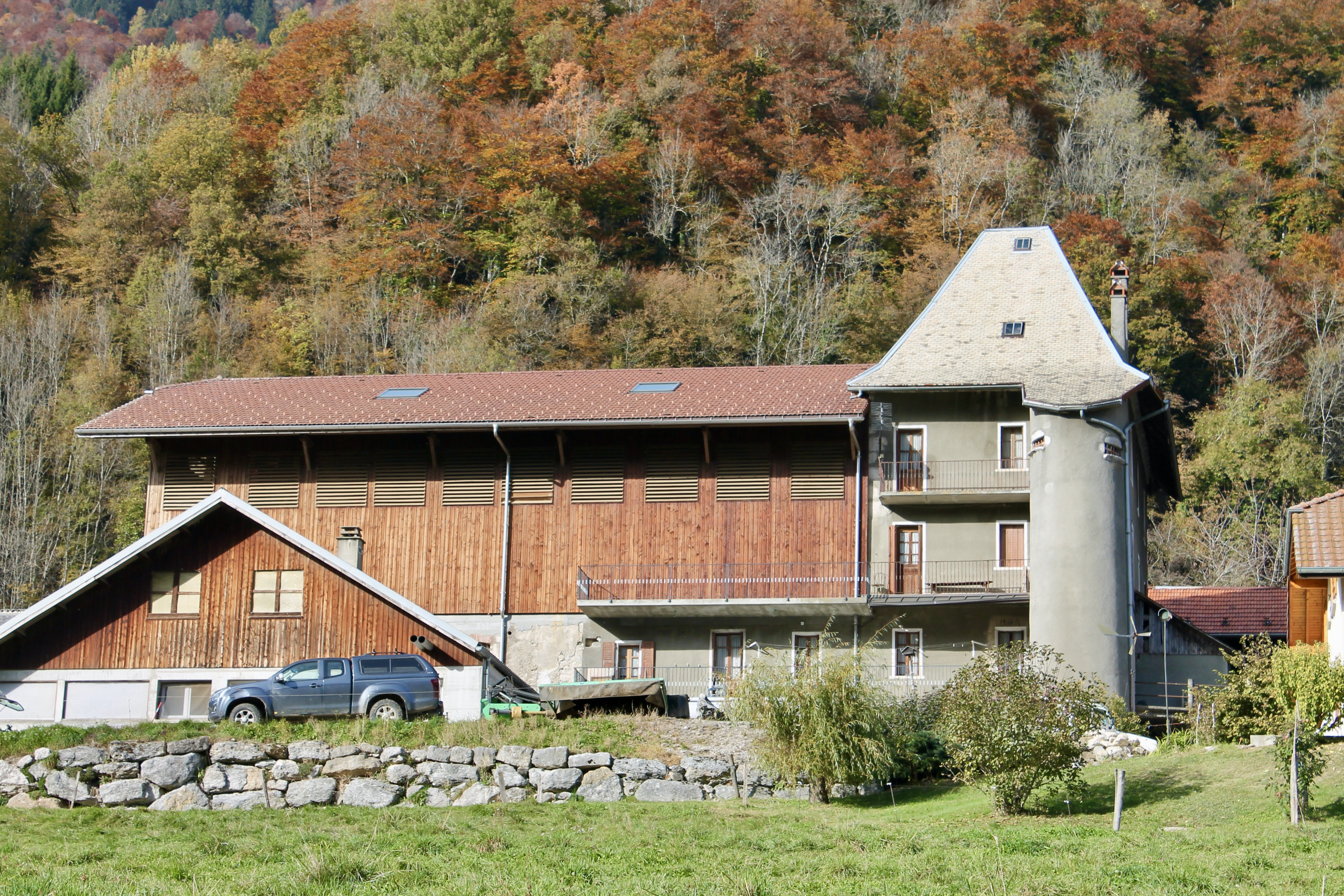
Schloss La Balme-de-Thuy
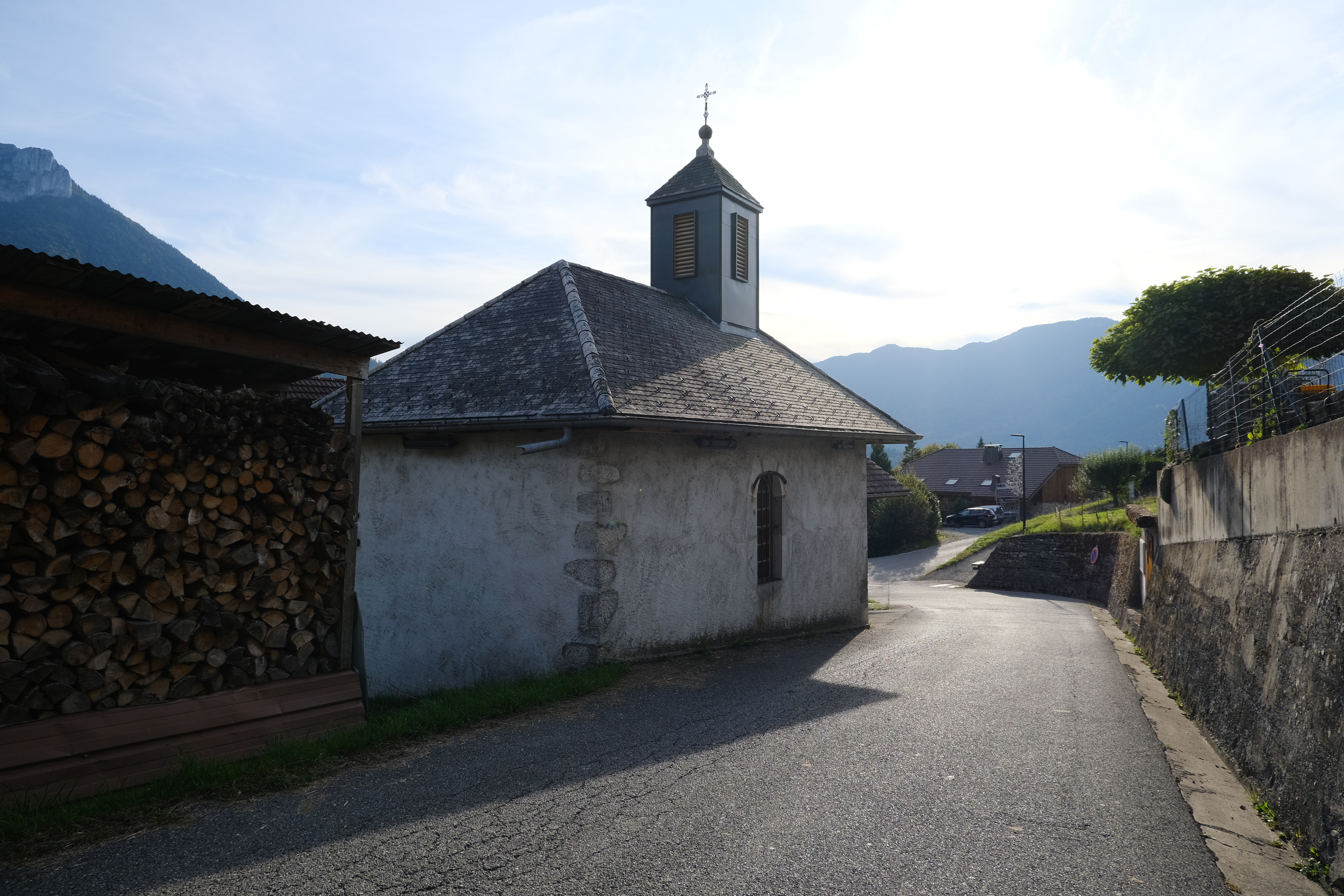
Kapelle Charvex
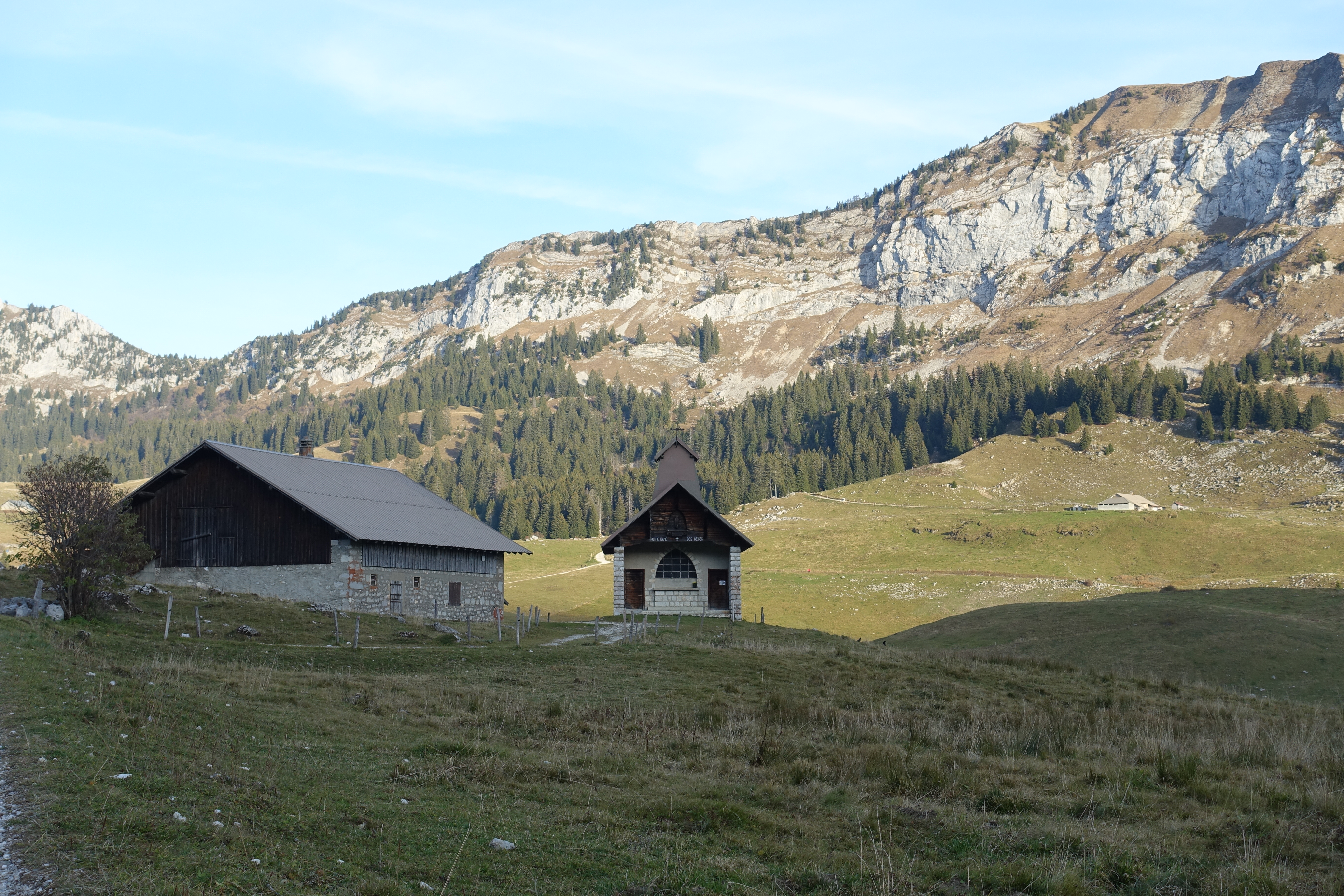
Kapelle Notre-Dame-des-Neiges
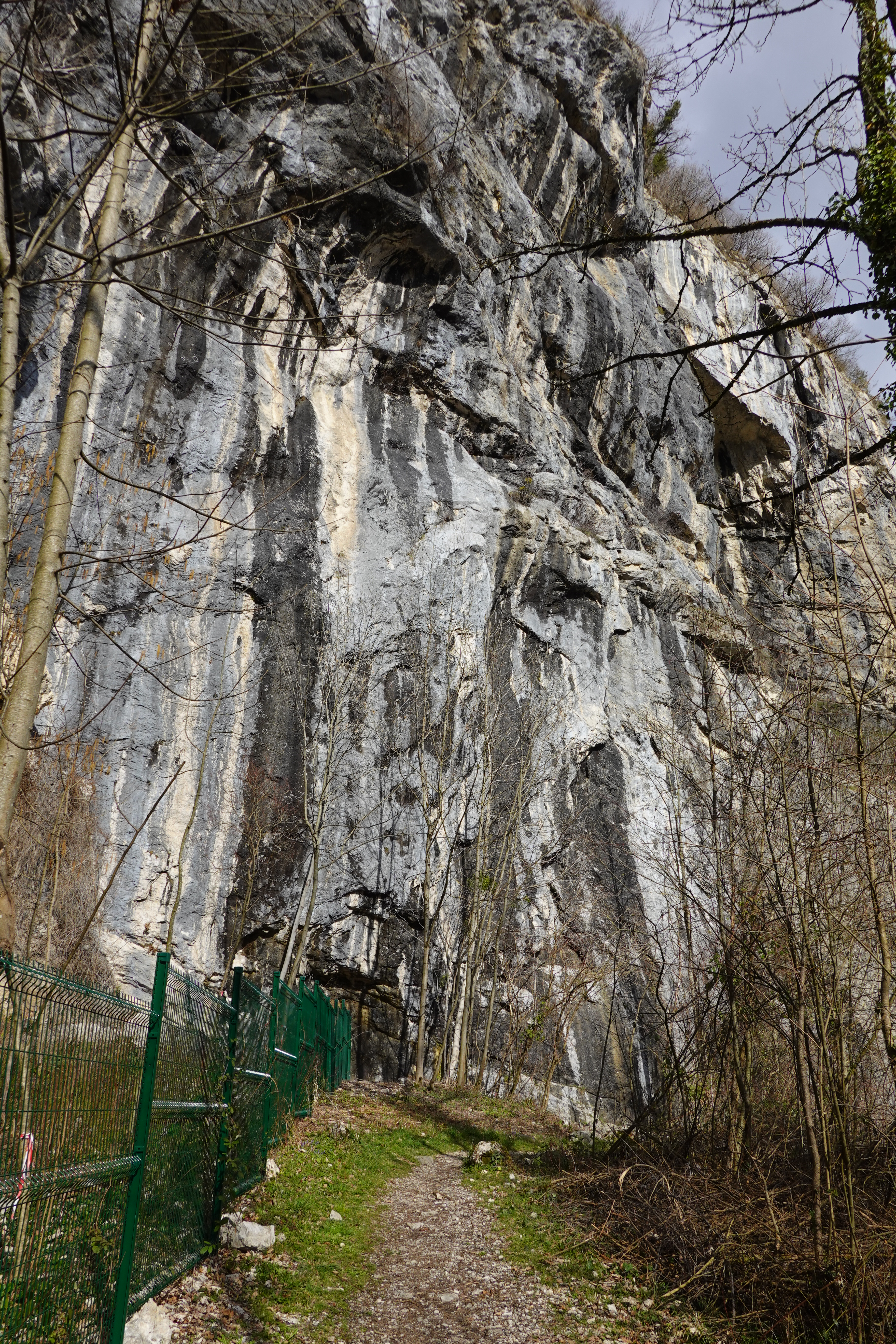
Abri

## Wirtschaft und Infrastruktur
La Balme-de-Thuy war bis weit ins 20. Jahrhundert hinein ein vorwiegend durch die Landwirtschaft geprägtes Dorf. Heute gibt es verschiedene Betriebe des lokalen Kleingewerbes. Viele Erwerbstätige sind Wegpendler, die im Raum Annecy ihrer Arbeit nachgehen.
Die Ortschaft liegt abseits der größeren Durchgangsstraßen, ist aber von der Departementsstraße D909, die von Annecy nach Thônes führt, leicht erreichbar. Eine weitere Straßenverbindung besteht mit Dingy-Saint-Clair.